# فرودگاه بروشه
فرودگاه بروشه (به انگلیسی: Brochet Airport) یک فرودگاه همگانی باربری با کد یاتا YBT است که یک باند فرود صخره‌ای دارد و طول باند آن ۱۰۶۷ متر است. این فرودگاه در کشور کانادا قرار دارد و در ارتفاع ۳۴۵ متری از سطح دریا واقع شده‌است.

## شرکت‌های هواپیمایی و مقصدهای پروازی
| شرکت‌های هواپیمایی  | مقصدهای پروازی                           |
| ------------------ | ---------------------------------------- |
| Perimeter Aviation | تامپسون، وینیپگ جیمز آرمسترانگ ریچاردسون |